# إلتون براون (كرة سلة)
إلتون براون (بالإنجليزية: Elton Brown)‏ مواليد 15 سبتمبر 1983 في نيوبورت نيوز، هو لاعب كرة سلة أمريكي. بدأ مسيرته الاحترافية في سنة 2005. يلعب مع فريق نانسي باسكت في الدوري الفرنسي لكرة السلة الدرجة الأولى كلاعب وسط. يحمل الرقم 24. يبلغ طوله 6 قدم 9 بوصة (2.1 م).

## المسيرة الاحترافية
لعب مع نادي ماكدونيكوس لكرة السلة في موسم 2005–2006، ثم لعب مع منورقة لكرة السلة في الدوري الإسباني في سنة 2006، ثم لعب مع كابيتانس دي أرسيبو في سنة 2007، ثم لعب مع مكابي تل أبيب لكرة السلة في موسم 2008–2009، ثم لعب مع بروس باسكتس في الدوري الألماني في موسم 2009–2010.

## روابط خارجية
- إلتون براون على موقع الدوري الأوروبي لكرة السلة (الإنجليزية)
- إلتون براون على موقع الدوري الإسباني لكرة السلة (الإسبانية)
- إلتون براون على موقع كرة السلة الأوروبية.كوم (الإنجليزية)
- إلتون براون على موقع كلية كرة السلة في سبورتس رفرنس.كوم (الإنجليزية)
- إلتون براون على موقع ريلجم (الإنجليزية)
- إلتون براون على موقع بروبوليرز (الإنجليزية)
- إلتون براون على موقع سبورتس رفرنس (الإنجليزية)
- إلتون براون على موقع سبورتس رفرنس (الإنجليزية)